# Хистиеј
Хистијеј (грч. Ἱστιαῖος, до 494. п. н. е.) је био тиран Милета. Помогао је Дарију Великом приликом његовога рата са Скитима 513. пре н. е, па је био награђен богатим делом Тракије. Потакао је свога рођака Аристагору на Јонски устанак.

## Спашавање Даријеве војске
Дарије Велики га је поставио за тирана Милета. Хистијеј је био један од команданата Јонских Грка приликом Даријевог похода на Ските. Дарије Велики је оставио њега и остале Грке да чувају мост, а Дарије је са великом персијском војском кренуо на Ските. Персијска војска је прешла Дунав. Дарије је наредио јонским Грцима да чувају мост преко Дунава 60 дана, а да се након тога могу разићи. Након што је персијска војска предалеко продрла кроз скитске степе морали су да се повлаче. Персијанци су се споро повлачили, па су Скити пре њих стигли до моста. Скити су наговарали и вршили велики притисак на Грке, који су чували мост. Дошло је до саветовања међу тиранима јонских градова шта да се чини. Милтијад Млађи је предложио да се уништи мост и да се Дарије Велики препусти судбини. На тај начин би по његовом мишљењу ослободили Јонију персијске власти. Хистијеј је наговорио остале тиране да сачувају мост и спасу Дарија Великога. Објаснио им је да ако се ослободе персијске власти, да постоји опасност да јонски градови сруше тиране и успоставе демократије. Након тога преварили су Ските претварајући се да удовољавају њиховим жељама, па су срушили само један део моста са скитске стране. Када се појавила Даријева војска Хистијеј је наредио да се поправи мост и тако је омогућио Дарију Великом и његовој војсци да пређу преко моста.

## Хистијеј добија као награду богати део Тракије
Када се Дарије Велики вратио и стигао у Сард одлучио је да награди Хистијеја јер је сачувао мост преко Дунава. Питао је Хистијеја коју награду жели. Хистијеј је већ био тиран Милета, па није желео да на још једном месту буде тиран. Тражио је од Дарија да му да Миркин у Тракији, на реци Струмици (подручје каснијег Амфипоља). Ту је Хистијеј градио град. Као тирана Милета оставио је свога рођака Аристагору. Место на коме је градио град било је богато сребром и шумом.

## Дарије зове Хистијеја на двор
Мегабаз, кога је Дарије оставио у Европи да доврши освајање Тракије приметио је да би Хистијеј могао да у том подручју стекне огромну моћ. Због тога је наговорио Дарија да повуче своје обећање и да не допусти вештом Хистијеју да стекне огромну моћ унутар царства. Дарије је позвао Хистијеја на персијски двору Сузу, да му наводно буде саветник, као мудар и одан пријатељ.

## Наговара Аристагору да подигне устанак
Хистијеј је дуго боравио на персијском двору. Дарије се према њему љубазно понашао као према пријатељу, али Хистијеј је желео да се врати. Након опсаде Накса 499. п. н. е. Хистијеј је послао тајну поруку Аристагори да дигне устанак. Једноме робу је истетовирао поруку на глави, па када му је нарасла коса послао га је Аристагори. Хистијеј је устанак видео као једини начин да поново дође у Милет. Ту поруку је Аристагора добио непосредно пре саветовања са осталима о подизању Јонског устанка.

## Одлази у Јонију
Када је Дарије Велики чуо да је спаљен Сард, тада је посумњао у Хистијеја, јер је главни вођа устанка Аристагора био његов рођак. Хистијеј је рекао да би он лако завео ред у Јонији. Дарије му је поверовао и дозволио му је да отпутује у Јонију. Персијске снаге су се прегруписале, па је Аристагора побегао из Милета. Хистијеј је дошао у Сард где га је сатрап Артаферн питао шта је узрок устанка. Хистијеј се претварао да не зна шта је узрок, а Артаферн му је дао до знања да зна да ко је стајао иза свега:
"Ево овако, Хистијеју, ствар стоји са устанком: ти си направио ципелу коју је Аристагора обуо.
Хистијеј је након тога побегао у Јонију. Одлучио је да предводи Јонце у рату против Персије. Становници Хија су га најпре ухапсили, јер су мислили да по персијском налогу нешто спрема против њих. Кад су сазнали истину пустили су га. После тога спремао је заверу са извесним Персијанцима у Сарду. Међутим писмо је пало у руке сатрапа Артаферна, који је тада побио много завереника."

## Пиратство
Када је Хистијеј кренуо за Милет нису га примали, јер становништво није било спремно да поново има тиранију. Покупао је и силом да уђу у град, али након неуспеха вратио се на Хиј, па у Митилену, где је од Лезбијаца добио осам тровесларки. Одатле је отишао у Византион и ту се бавио пиратством, заробљавао је све бродове, који нису хтели да признају његову власт.

## Заробљавање
Након битке код Лада и пада Милета 494. п. н. е. Хистијеј се упутио са Лезбијцима на Хиј. Пошто га Хијани нису пустили он је заузео Хиј. Након тога опседао је Тасос. Током опсаде Тасоса чуо је да персијска флота креће из Милета на осталу Јонију. Одустао је од опсаде Тасоса и кренуо је на Лезбос. На Лезбосу се суочио са несташицом, па се пребацио на копно у Мизији. Ту се налазио Харпаг са великом персијском војском. Заробио је Хистејеја и уништио му много војске.[24]

## Смрт
Хистијеј се надао да ће му Дарије све опростити, па се зато и предао. Артаферн и Харпаг су се бојали да би му Дарије могао да опрости и да би опет могао да стекне велики углед. Због тога су га убили, тело му набили на колац , главу му балзамовали и однели Дарију у Сузу. Дарије је сматрао да су погрешили што га нису жива довели у Сузу. Сахранио га је са највећим почастима, као некога ко је учинио краљу велике услуге.